# J.C.A. Schwarz-Nielsen
Julius Christian August Schwarz-Nielsen (27. maj 1847 i Frederikshåb, Grønland – 7. september 1922 på Frederiksberg) var en dansk officer og statskonsulent i hesteavl, far til Holger Schwarz-Nielsen.

## Uddannelse
Schwarz-Nielsen var søn af sognepræst, sidst i Vesterborg og Birket Sogne, Johan Georg Rasmus Nielsen (1816-1881) og Justine Cathrine Elisabeth Schwarz (1815-1898). Han blev student fra Nykøbing Katedralskole 1867, blev løjtnant i rytteriet 1869, premierløjtnant 1874, gennemgik Ride- og Beslagskolen 1877–79 samtidig med at han begyndte studiet ved Den Kongelige Veterinær- og Landbohøjskole og tog dyrlægeeksamen 1882. 1884 blev han ritmester og medlem af Remontekommissionen, 1892 eskadronchef ved 4. dragonregiment, senere skoleofficer og lærer ved Hærens Officersskole. 1894 blev han Ridder af Dannebrog.

## Statskonsulent
Han var tidligt blev interesseret i hesteavl, gennemførte studierejser til England, Frankrig og Tyskland og redigerede i årene 1899-1908 Tidsskrift for Hesteavl. 1904 blev han medhjælper hos L. Oppermann, der var konsulent i den lettere hesteavl for De samvirkende sjællandske Landboforeninger og De samvirkende Landboforeninger i Fyens Stift, og efter Oppermanns død 1908 blev Schwarz-Nielsen hans efterfølger. 1909 fik Schwarz-Nielsen den nyoprettede stilling som statskonsulent i lettere hesteavl.
Han var helt og holdent tilhænger af renavlsprincipperne og var således på linje med sin gamle lærer F.V.A. Prosch, og Schwarz-Nielsen sørgede for, at avlen med de lette racer kom under faste forhold. Han havde en særlig forkærlighed for Oldenborgracen, og især for Frederiksborgracen. Schwarz-Nielsen stod for et væsentligt arbejde med stambogsføring, kåringer og dyrskuer, men forlod statskonsulentstillingen et halvt år før sin død.
Ud over artikler i landbrugspressen udgav han et lille skrift Husmands-Hesten (1911) og De samvirkende danske Landboforeningers Stambog over Heste af lettere Race VI-XIV (1906-22).
Han blev gift 18. juli 1882 i Randers med Ellen Marie Mathilde Jensen (1. marts 1855 i Randers – 12. september 1936 på Frederiksberg), datter af købmand Jens Peter Jensen (1828-1886) og Aurelia Clementine Siemsen (1830-1919).
Han er begravet på Garnisons Kirkegård.